# Les Salles-Lavauguyon
Les Salles-Lavauguyon település Franciaországban, Haute-Vienne megyében. Lakosainak száma 157 fő (2022. január 1.). Les Salles-Lavauguyon Massignac, Sauvagnac, Verneuil, Chéronnac, Maisonnais-sur-Tardoire és Videix községekkel határos.

## Népesség
A település népességének változása:
| Lakosok száma | 178  | 155  | 146  | 144  | 141  | 139  | 145  | 151  | 157  |
|               | 2013 | 2015 | 2016 | 2017 | 2018 | 2019 | 2020 | 2021 | 2022 |